# سفارت ایران در بیروت
سفارت ایران در بیروت در خیابان سفارت‌خانه‌ها در جنوب بیروت، پایتخت لبنان قرار دارد. سفارت ایران در منطقه عمدتاً شیعه‌نشین «بئر حسن» واقع شده‌است.
کنسول‌گری اوگاندا و سفارت یمن در نزدیکی سفارت ایران در بیروت واقع شده‌اند.

## حملات انتحاری
در تاریخ ۱۹ نوامبر ۲۰۱۳ میلادی، دو انفجار انتحاری پی‌درپی در برابر سفارت ایران در بیروت روی داد.
گردان عبدالله عزام، یک گروه جهادی سَلَفی که با گروه القاعده مرتبط است، مسئولیت انفجارهای انتحاری بیروت را بر عهده گرفت. این گروه علت این حمله را «دخالت‌های ایران در جنگ داخلی سوریه و حمایت از رژیم بشار اسد» عنوان کرده‌است.